# BM Ciudad Encantada
BM Ciudad Encantada este o echipă de handbal din Spania care evoluează în Liga ASOBAL.